# De Beers
De Beers ist der größte Diamantenproduzent und -händler der Welt mit Sitz in London. Das Unternehmen ist ein Tochterunternehmen von Anglo American und liefert etwa ein Drittel der Weltproduktion von Rohdiamanten. Seinen Namen trägt das Unternehmen nach seiner ersten Mine in Kimberley auf der Farm der Brüder Johannes Nicolaas und Diederik Arnoldus de Beer. Über 100 Jahre lang war das südafrikanische Unternehmen ein Syndikat mit einem Monopol auf den Diamantenhandel. Dieses Monopol wird mittlerweile durch Händler aus dem asiatischen Raum stark bedrängt.
Heute verkauft De Beers nur Diamanten aus eigenen Minen, von denen die meisten in Südafrika, Botswana und Namibia liegen.

## Geschichte

### Diamantenrausch
Die Anfänge von De Beers liegen in Kimberley 100 km westlich von Bloemfontein im südlichen Oranje-Freistaat in der Südafrikanischen Republik. Als 1866 auf dem Gelände der Farm der Brüder de Beers Diamanten gefunden wurden, verbreitete sich das sofort, so dass Diamantensucher aus allen Winkeln Südafrikas kamen und unkontrolliert zu graben begannen. Die de Beers verkauften notgedrungen die Farm und verließen die Gegend. Die Farm wurde umgehend in Schürffelder aufgeteilt, die an Diamantsucher versteigert wurden. Die kamen nach anfänglichen Sensationsfunden bald an ihre technischen Grenzen, denn aus geologischen Gründen muss mit zunehmender Tiefe immer mehr schweres Geröll in zunehmender Breite geräumt werden, um an die Lagerstätten der Diamanten zu gelangen. Der deshalb erforderliche Kapitalaufwand war von einzelnen Diamantschürfern nicht aufzubringen. „The Big Hole“ in Kimberley zeugt noch heute von den enormen Erdbewegungen, die für die endgültige Ausbeutung der Vorkommen bis zur Schließung der Mine 1914 nötig waren.

### Konsolidierung zum Unternehmen

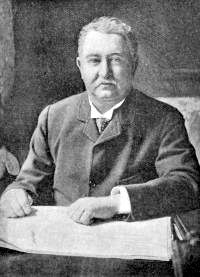
Cecil Rhodes

Das wurde die Stunde von Cecil Rhodes, aber auch die von Barney Barnato und einigen anderen. Sie kauften die Schürfrechte der Diamantensucher auf, die für diese nahezu wertlos geworden waren. Im Jahr 1880 begann deren Kampf um die Diamantenfelder. Rhodes versuchte es mit Koalitionen. Im April desselben Jahres vereinten er und Charles Rudd ihre Anteile, um den neuen Konzern zu gründen. Barnato zog noch im selben Jahr gleich und gründete mit seiner Familie die Barnato Diamond Mining Company, um ihren Anspruch in der ertragreichen Kimberley-Mine zu stärken. Nach einer Reihe von Fusionen gelang es Barnato 1887, eine dominante Position in der Kimberley-Mine zu erlangen. Das aber half ihm nicht zur endgültigen Dominanz. Er war ein einfacher Mann aus dem Volke, der durch eigene Diamantenfunde ein Vermögen gemacht hatte. Ihm fehlte die gesellschaftliche Anerkennung, die Mitgliedschaften in den englischen Clubs, der Rückhalt am Hof und in den Banken des britischen Empires. Das alles hatte jedoch Rhodes, so dass beide ihre Anteile an der Mine in Kimberley aus wirtschaftlicher Opportunität zu De Beers fusionierten. Aus dem Rothschild-Archiv geht hervor, dass Cecil Rhodes zwischen 1890 und 1914 Aktien bei Rothschild besaß.

### De Beers Consolidated Mines Limited

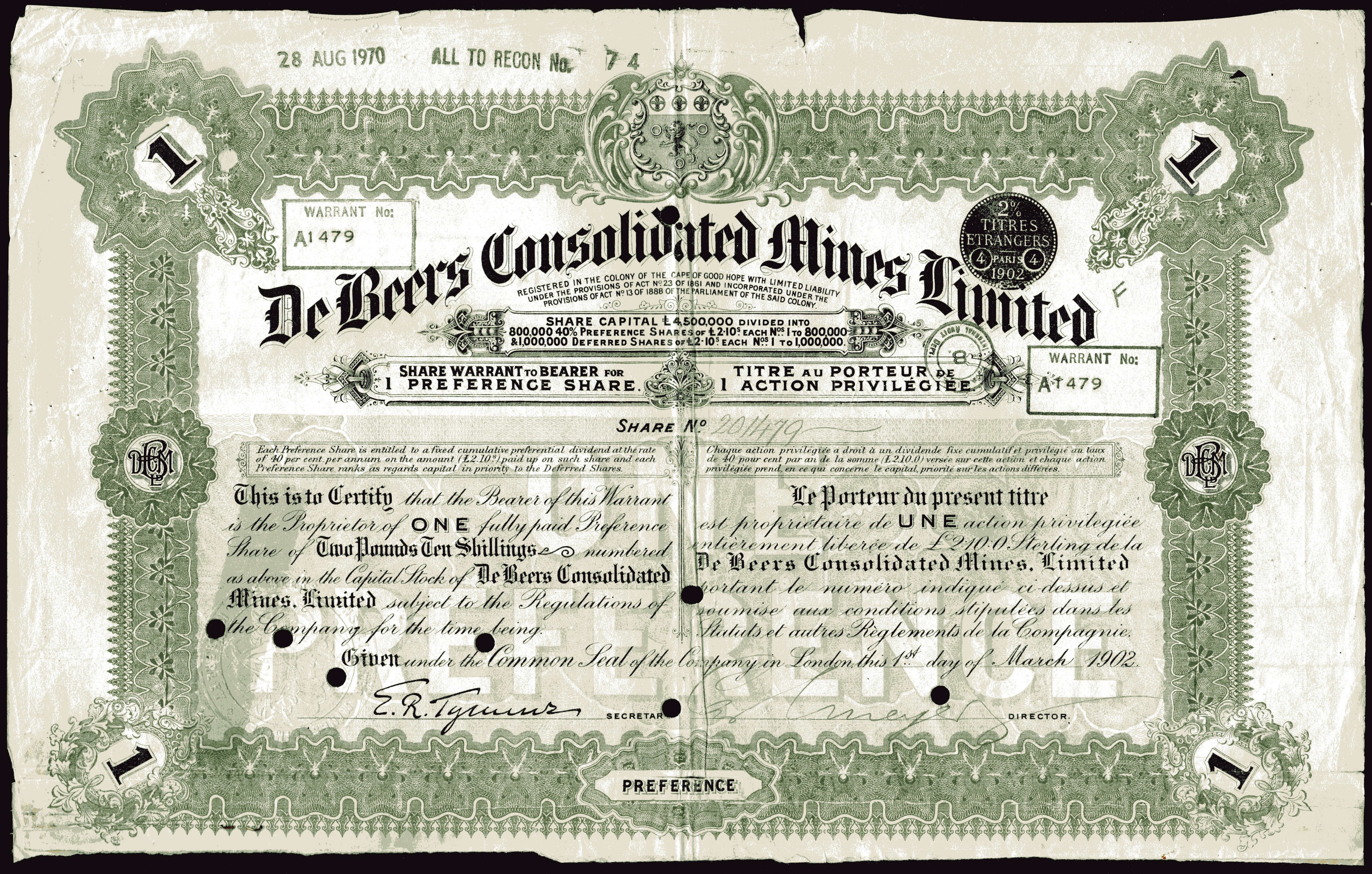
Vorzugsaktie der De Beers Consolidated Mines Ltd. vom 1. März 1902

De Beers Consolidated Mines Limited wurde am 12. März 1888 mit Cecil Rhodes als Vorsitzendem gegründet. De Beers beinhaltete die gesamte De-Beers-Mine, drei Viertel der Kimberley-Mine und kontrollierte Interessen in den Bultfontein- und Dutoitspan-Minen. Cecil Rhodes, Barney Barnato, F.S. Philipson-Stow und Alfred Beit waren nun die Hauptanteilseigner und Leiter von De Beers. Im Jahr 1890, wurde das London Diamond Syndicate gegründet, welches die gesamte Produktion von De Beers aufkaufte. Dieses Syndikat war der Grundstein, auf dem Ernest Oppenheimer die Diamond Corporation erschuf, die später die „Central Selling Organisation“ wurde. Ab August 1893 war De Beers an der Johannesburger Börse gelistet.
1889 erwarb Rhodes die Barnato Diamond Mining Company für 5.338.650 Pfund – zu diesem Zeitpunkt der höchste Scheck der Geschichte. Damit befanden sich alle Diamantenminen Südafrikas unter seiner Kontrolle. Seine angeblichen letzten Worte „So much to do, so little done“ sollen Königin Victoria persönlich eingefallen sein. Im selben Jahr kam Ernest Oppenheimer als Agent der A. Dinkelsbuhler & Co. (Diamantenkauf) nach Kimberley. Durch den Besitz Oppenheimers Consolidated Diamond Mines (CDM) in Südwestafrika (ab 1990 Namibia) konnte 1924 die Anglo American Corporation Mitglied des London Diamond Syndicate werden. Damit war die britische Kontrolle und somit der jährliche Gewinn für das Empire gesichert.

### Politik
Der Burenkrieg wurde von Großbritannien geführt, um die diamant- und goldreichen Burenrepubliken in das britische Empire einzugliedern.

## Unternehmen

### Marketing
In den 1940er Jahren verwendete das Unternehmen erstmals den Slogan: „A Diamond is forever“ (dt.: „Ein Diamant ist unvergänglich“) in seiner Öffentlichkeitsarbeit. Zwischen 1980 und 1993 vervierfachte das Unternehmen sein Jahresbudget für Werbung, PR und Imagekampagnen auf 234 Millionen Schweizer Franken. 2007 gab das Unternehmen für Marketingmaßnahmen ca. 220 Mio. Dollar aus.
Aufgrund der monopolartigen Stellung von De Beers zur damaligen Zeit war Werbung für Diamanten zu jener Zeit quasi gleichbedeutend mit Werbung für De Beers.

### Unternehmensbeteiligungen
Unternehmen, an denen De Beers Anteile hält, sind unter anderem:
- De Beers Canada
- De Beers Marine Namibia
- Debswana (Botswana und De Beers halten je 50 %)
- Diamond Trading Company
- Diamond Trading Company Botswana
- NAMDEB (Namibia und De Beers halten je 50 %)
- Namibia Diamond Trading Company

Seit 2005 hat De Beers wesentliche Anteile an Minen in Südafrika sowie an der Willamson-Mine in Tansania an das Bergbauunternehmen Petra Diamonds mit Sitz in Jersey verkauft.

### Anteilseigner
Seit 2001 ist De Beers keine Aktiengesellschaft mehr und aus den Börsen von Johannesburg und London ausgelistet.
Am 4. November 2011 wurde bekannt, dass der Konzern Anglo American für 5,1 Milliarden US-Dollar den Anteil der südafrikanischen Familie Oppenheimer an De Beers von 40 % übernehmen will und damit seinen Anteil auf 85 % erhöht. Die Transaktion wurde im August 2012 abgeschlossen. Seitdem hat De Beers folgende Anteilseigner (Stand: Mai 2020):
- Anglo American: 85 %
- Regierung der Republik Botswana: 15 %

## Kritik
De Beers stand und steht noch immer bei Menschenrechtsgruppen in der Kritik. Angeprangert wird zum einen, dass sich immer noch Blutdiamanten im Angebot finden. De Beers gibt an, dass der Anteil an Blutdiamanten maximal 4 % betrage, was nicht belegt wurde und von Menschenrechtlern angezweifelt wird. Zum anderen werden auch die harten Arbeitsbedingungen für die Menschen in den Minen kritisiert. Außerdem gilt De Beers als ein harter Geschäftspartner: Wer als Käufer zugelassen wird, muss grundsätzlich in bar zahlen und darf maximal 5 % der angebotenen Rohdiamanten zurückweisen.